# Konrad Hecht
Konrad Josef Hecht (* 12. August 1918 in Konstanz; † 25. Mai 1980 in Singen (Hohentwiel)) war ein deutscher Bauforscher und Architekturhistoriker.

## Leben
Konrad Hecht wuchs als viertes von sieben Kindern des Lehrers und Denkmalpflegers Josef Hecht und seiner Ehefrau Luise, geb. Scheech in Konstanz auf. Nach Besuch der Volksschule im Konstanzer Stadtteil Petershausen besuchte er das Konstanzer Gymnasium, an dem er zu Ostern 1937 das Abitur ablegte. Es folgte die Verpflichtung zum Reichsarbeitsdienst, bei dem Hecht einen schweren Unfall erlitt, der einen halbjährigen Lazarettaufenthalt nach sich zog. Nach fünf weiteren Monaten der Rekonvaleszenz wurde er als dienstuntauglich entlassen. Vom Wintersemester 1938/39 an studierte er Architektur an der Technischen Hochschule Stuttgart, wo er im Februar 1943 sein Diplom erwarb. Danach war er Assistent von Harald Hanson am Lehrstuhl für Baugeschichte und Bauaufnahme der TH Stuttgart. Ab Sommersemester 1944 vertrat er zusätzlich das Fach Statik I in Vorlesungen und Übungen. Zugleich arbeitete er an seiner Dissertation über den Perspektivischen Mäander. Nach der Promotion an der TH Stuttgart 1946 und Habilitation 1948 lehrte er bis 1956 als Privatdozent an der TH Stuttgart das Fach Baugeschichte und zugleich als Lehrbeauftragter Statik und Kulturgeschichte.
1956 wurde er als Nachfolger von Herman Flesche auf den Lehrstuhl für Bau- und Kunstgeschichte der Technischen Hochschule Braunschweig berufen, wo er sich zu einem der wichtigen Professoren der Braunschweiger Schule entwickelte. Seit 1961 war er ordentliches Mitglied der Braunschweigischen Wissenschaftlichen Gesellschaft. 1966 gab er das Fach Kunstgeschichte ab und konnte sich fortan ganz seinen Forschungen insbesondere zum Thema „Maß und Zahl“ widmen, blieb aber in engem Austausch mit dem neugegründeten Lehrstuhl für Kunstgeschichte, insbesondere dessen Inhaber Martin Gosebruch.
1970 gerieten im Zuge der 68er-Bewegung sowohl die Inhalte seines Lehrangebots als auch Art und Umfang seiner Prüfungen in die Kritik. Auf Grund der anhaltenden Unruhen innerhalb der Architekturabteilung, in deren Verlauf sich Hecht gezwungen sah, seine Lehrveranstaltungen zeitweise einzustellen wurde 1973 mit der Begründung seines „vornehmlich auf die klassischen Perioden der Baugeschichte ausgerichteten Lehrangebots“ (Zitat der Stellenausschreibung) ein 2. Baugeschichtslehrstuhl eingerichtet (s. Abschnitt „Jahre des Umbruchs“ in: Braunschweiger Schule). Trotz Anzeichen von Krankheit widmete sich Hecht weiter seinen Forschungsthemen und starb noch vor Erreichen der Altersgrenze an den Folgen einer Magenkrebserkrankung und eines Unfalls.

## Werk
„Die Beschäftigung des Vaters mit der kirchlichen Kunst des Bodenseegebietes hat dem Berufsweg des Sohnes die Richtung gewiesen, mit dem Ziel, sich der historischen Bauforschung zu widmen. 1939 stand er seinem Vater von Anfang an bei einer Bearbeitung der Wandmalerei dieses Raumes und dieser Zeit zur Seite, übernahm wesentliche Teile der Arbeit als eigenen Part und brachte die Fertigstellung zustande“.
Hecht arbeitete interdisziplinär auf Gebieten der Kunstgeschichte, wie auf dem Gebiet der Bauforschung, die mit seinen Arbeiten in der Basilika St. Vitus (Ellwangen) und an den römischen Wasserleitungen in Pergamon belegt ist. Sein besonderes Interesse galt aber der Auseinandersetzung mit der Maßstäblichkeit von Baurissen. Hecht wies nach, dass Baurissen immer Fuß- oder Ellenmaße zugrunde liegen, die sich – in bestimmtem Maßstab dargestellt – bei der Bauausführung auf der Baustelle leicht übertragen ließen. Für die Umrechnung dieser Fuß- oder Ellenmaße in das moderne Metrische Einheitssystem entwickelte er eine eigene Methodik. Die seit dem späten 19. Jahrhundert in der Literatur häufig angenommenen geometrischen Maßsysteme, insbesondere die Triangulatur als vermeintlich historische Methode zur Bestimmung von Proportionen verwies er ins Reich der Legende und demonstrierte beispielhaft anhand diverser Triangulationsversuche zum Freiburger Münsterturm, dass die unterschiedlichen Triangulations-Ansätze auf ungenauen Darstellungen des Turmes basieren, deren Maße zum Teil beträchtlich von den bei exakten Bauaufnahmen ermittelten Maßen abweichen. Weiterhin beschäftigte er sich intensiv mit dem St. Galler Klosterplan aus dem 9. Jahrhundert., indem er wie bereits sein Vater Josef Hecht, und viele Forscher vor ihm, versuchte die Widersprüche im Planpergament zu klären, "was gelten soll, die Planzeichnung oder die schriftlichen Masseintragungen" (siehe hierzu Fußnoten 8 und 28).

## Künstlerische Darstellung
Von Konrad Hecht gibt es eine Portraitbüste in Bronze aus dem Jahr 1964 des Bildhauers Karl-Henning Seemann, der von 1961 bis 1965 Assistent am Lehrstuhl für Elementares Formen der TH Braunschweig bei  Jürgen Weber war.

## Schriften
- Der sog. Perspektivische Mäander. Vorkommen, Herkunft und Wesen eines Tektonischen Ornaments der Romanik. Dissertation. TH Stuttgart, 1946, DNB 481771867.
- Die Krypta und das Altarhaus der Stiftskirche zu Ellwangen im Lichte einer neuen Bauuntersuchung. In: Ellwangen 764 – 1964, Beiträge und Untersuchungen zur Zwölfhundert-Jahrfeier. Ellwangen 1964, S. 623–702.
- Leo von Klenze, Katalog der Ausstellung der Sammlung Walter Elbel, Schladen/Harz, vom 27. Januar bis 1. März 1964 im Städtischen Museum, Braunschweig. Braunschweig 1964.
- Maß und Zahl in der gotischen Baukunst. 3 Teile. In: Abhandlungen der Braunschweigischen Wissenschaftlichen Gesellschaft. Band 21, 22 und 23 (1969–71) (1, 2, 3, Digitale Bibliothek Braunschweig); (Nachdruck in einem Band: Hildesheim 1979, ISBN 3-487-06753-6)
- Die Sylvesterkapelle zu Goldbach, ein Schlüsselbau für Maß und Zahl in der Baukunst des frühen Mittelalters. In: Abhandlungen der Braunschweigischen Wissenschaftlichen Gesellschaft. Band 28, 1974, S. 137–186.
- Die Rottweiler Dominikanerkirche in der Gotik. (= Kleine Schriften des Stadtarchivs Rottweil. Band 3). Rottweil 1974.
- Vorsfelde und Fallersleben. Zur Frage der Erhaltung und Pflege zweier alter Kleinstädte im Gebiet der heutigen Stadt Wolfsburg. Wolfsburg 1975
- Zwei Aquädukte der Kaikos-Leitung. In: Günther Garbrecht (Hrsg.): Wasserwirtschaftliche Anlagen des antiken Pergamon. (= Mitteilungen / Leichtweiß-Institut für Wasserbau der Technischen Universität Braunschweig, 44, 45). Braunschweig 1976.
- Maßverhältnisse und Maße der Capella Pazzi. In: architectura. Zeitschrift für Geschichte der Architektur. 1976, S. 148 ff.
- Zum römischen Fuß. In: Abhandlungen der Braunschweigischen Wissenschaftlichen Gesellschaft. – Braunschweig. Band 30, 1979, S. 107–137.
- mit Josef Hecht: Die frühmittelalterliche Wandmalerei des Bodenseegebietes. Sigmaringen 1979, ISBN 3-7995-7008-X.
- Wasserwirtschaftliche Anlagen des antiken Pergamon. Die Aquädukte der Madradag-Kanalleitung sowie die Aquädukte XLII und XLIII der Ak-su-Leitung. (= Mitteilungen / Leichtweiss-Institut für Wasserbau der Technischen Universität Braunschweig, 78). Braunschweig 1983.
- Zur Baugeschichte der Stiftskirche St. Lorenz in Kempten. In: Jahrbuch des Vereins für Augsburger Bistumsgeschichte 17, 1983, S. 43–91.
- Der St. Galler Klosterplan. Sigmaringen 1983, ISBN 3-7995-7018-7.
- Schriften von Konrad Hecht (Auswahlliste) von 1940 bis 1983[6] in: Regesta Imperii, Mainz – Die Literaturdatenbank zum Mittelalter